# Notre shtetl brûle

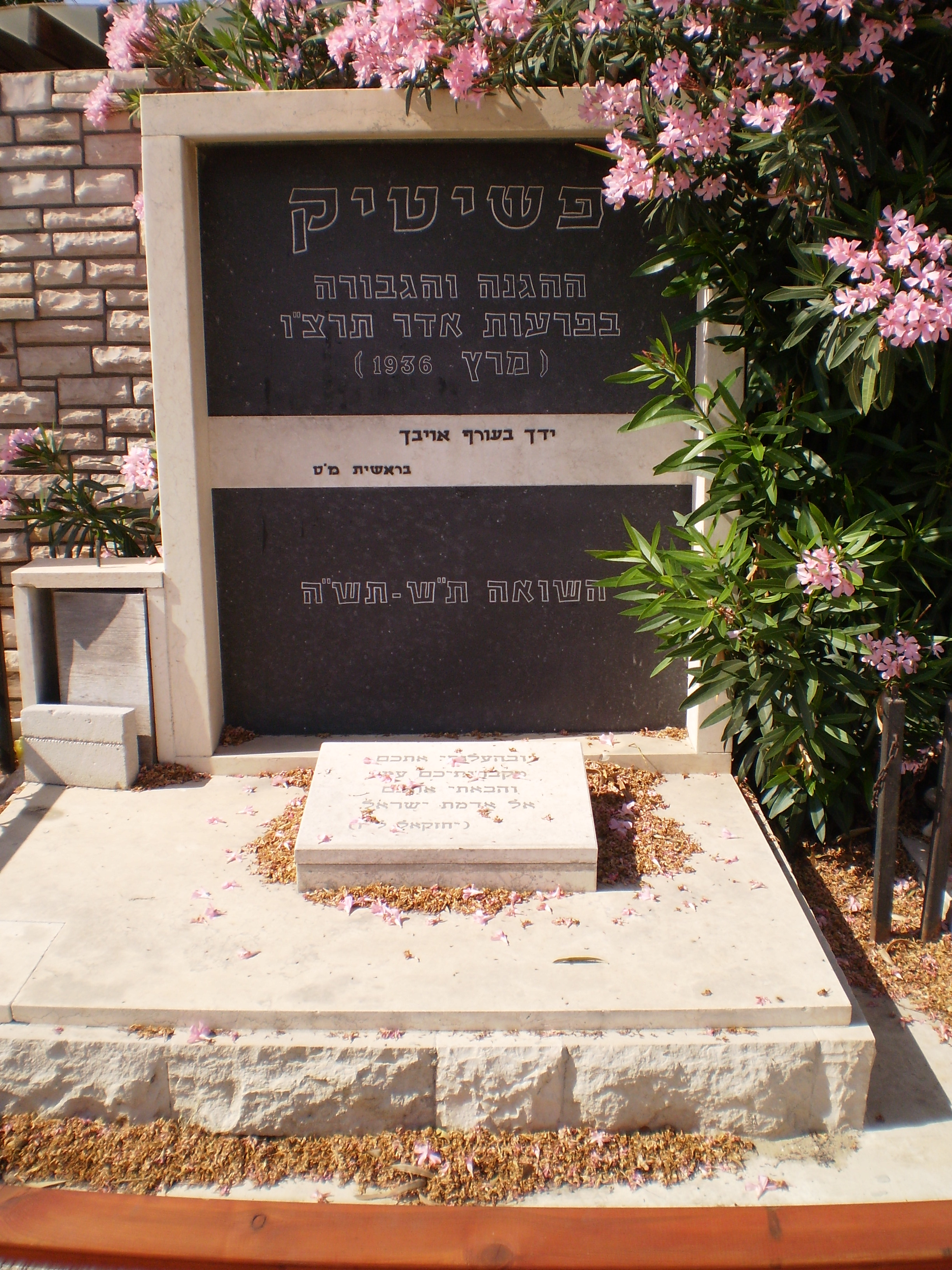
Cénotaphe pour les Juifs de Przytyk au cimetière de Holon

Notre shtetl brûle (yiddish : אונדזער שטעטל ברענט Undzer shtetl brent), également connu comme S'brent (ס'ברענט « Au feu ») et haayara boeret (hébreu : העיירה בוערת « La ville brûle »), est un poème yiddish écrit en 1938 par Mordechai Gebirtig à la suite du pogrom de Przytyk, survenu le 9 mars 1936.
Le poème parle de l'apathie des badauds qui regardent les évènements tragiques sans essayer d'intervenir. Adopté comme hymne par le mouvement de résistance juif de Cracovie, il a été mis en musique et est fréquemment chanté en Israël et dans le monde lors de la Journée de la Shoah.

## Traduction partielle
| Yiddish translitteré | Français |
| --- | --- |
| s’brent! briderlekh, s’brent! oy, undzer orem shtetl nebekh brent! beyze vintn mit yirgozn raysn, brekhn un tseblozn, shtarker nokh di vilde flamn, alts arum shoyn brent! un ir shteyt un kukt azoy zikh mit farleygte hent. un ir shteyt un kukt azoy zikh- undzer shtetl brent! ................. s’brent! briderlekh, s’brent! di hilf iz nor in aykh aleyn gevendt! oyb dos shtetl iz aykh tayer, nemt di keylim, lesht dos fayer, lesht mit ayer eygn blut, bavayzt, az ir dos kent. mit farleygte hent. shteyt nit, brider, lesht dos fayer- undzer shtetl brent! | Il brûle! Frères ! Il brûle ! Oh, notre pauvre shtetl, frères, il brûle ! Vents diaboliques, pleins de colère, Rage et ravage, dévastation et ruines ; À présent que les flammes montent plus violentes Tout brûle maintenant autour de nous ! Et vous vous tenez, là, à regarder Les bras croisés, inutiles Et vous vous tenez, là, à regarder -- Pendant que notre shtetl brûle ! ................. Il brûle! Frères ! Il brûle ! Et notre salut ne repose que sur vous. Si notre Shtetl vous est cher, Saisissez vos seaux, éteignez l'incendie ! Avec votre sang si vous le désirez, Montrez ce que vous savez faire ! Avec les bras croisés, Ne restez pas là debout, frères, éteignez l'incendie ! -- Notre Shtetl brûle ! |

## Adaptations musicales
Plusieurs versions du poème ont été enregistrées. Parmi elles, une version en hébreu de la chanteuse israélienne Dorit Reuveni et celle du groupe anglais Oi Va Voi, enregistrée avec une version modifiée des paroles yiddish pour leur album Travelling the Face of the Globe.
La version intitulée Ha’ayara Bo’eret du groupe israélien de Metal extrême Salem, et sortie sur leur disque Kaddish, a conduit à une controverse nationale, qui est remontée jusqu'au parlement israélien (Knesset), afin de savoir s'il était approprié pour un groupe metal de jouer ce genre de chanson.